# Vitakridrinda
Vitakridrinda (лат.) — род динозавров, живший 70 млн лет назад (маастрихтский ярус позднего мелового периода) на территории нынешнего Пакистана. Выделен в отдельный род Vitakridrinda Malkani, 2006. Описан в 2006 году. Типовой и единственный вид — Vitakridrinda sulaimani.

## Описание
Род и типовой вид были описаны на основании бедренных костей, черепа и зуба, найденных командой палеонтологов Геологической службы Пакистана. В строении рострума и челюсти отмечены характерные признаки, являющиеся синапоморфиями семейства абелизаврид. 
Голотип находки был обнаружен в мезозойской формации Паб в маастрихтском ярусе в Белуджистане (Pab Formation, Alam Kali Kakor locality, Vitakri member/ Dinosaur beds, округ Бархан, Белуджистан, западный Пакистан) и сохраняется в Музее геологической службы Пакистана (англ. Museum of the Geological Survey of Pakistan, Quetta). Также, позднее тем же автором (Sadiq Malkani) были обнаружены и другие останки (часть черепа), отнесённые к тому же виду и роду. Кроме Vitakridrinda в составе палеофауны мезозойской формации Паб выявлено несколько других динозавров: Pakisaurus, Balochisaurus, Brohisaurus, Khetranisaurus, Marisaurus, Sulaimanisaurus, Baurusuchus и Pabwehshi.